# Ramsayornis
Ramsayornis és un gènere d'ocells de la família dels melifàgids (Meliphagidae). Es troba des del nord d'Austràlia fins a Nova Guinea.

## Descripció
Aquest gènere d'ocells es caracteritza per la mida petita, el plomatge ventral pàl·lid amb franges incompletes i la gola i la cua blanques sense marques.

## Taxonomia
Segons la Classificació del Congrés Ornitològic Internacional (versió 15.1, 2025) aquest gènere està format per dues espècies:
- Ramsayornis fasciatus - menjamel pitbarrat.
- Ramsayornis modestus - menjamel modest.